# Sinularia portieri
Sinularia portieri är en korallart som beskrevs av Verseveldt 1980. Sinularia portieri ingår i släktet Sinularia och familjen läderkoraller.
Artens utbredningsområde är Röda havet. Inga underarter finns listade i Catalogue of Life.